# Lidao (köpinghuvudort i Kina, Shandong Sheng, lat 37,23, long 122,58)
Lidao (kinesiska: 俚岛, 俚岛镇) är en köpinghuvudort i Kina. Den ligger i provinsen Shandong, i den östra delen av landet, omkring 500 kilometer öster om provinshuvudstaden Jinan. Antalet invånare är 42 137. Befolkningen består av 19 153 kvinnor och 22 984 män. Barn under 15 år utgör 8,0 %, vuxna 15-64 år 77 %, och äldre över 65 år 13,0 %.
Närmaste större samhälle är Yatou, 15,1 km sydväst om Lidao. 
Genomsnittlig årsnederbörd är 809 millimeter. Den regnigaste månaden är juli, med i genomsnitt 224 mm nederbörd, och den torraste är februari, med 16 mm nederbörd.